# لودفيغ جوست
لودفيغ جوست (بالألمانية: Ludwig Jost)‏ (و. 1865 – 1947 م) هو عالم نبات، وأستاذ جامعي من ألمانيا . ولد في كارلسروه.
وكان عضو في الجمعية الملكية، والأكاديمية الألمانية للعلوم ليوبولدينا، والأكاديمية البروسية للعلوم .
توفي في هايدلبرغ ، عن عمر يناهز 82 عاماً.

## مناصب وهيئات
أدار جامعة هايدلبرغ.